# جوهر خان
جوهر خان (بالإنجليزية: Gauhar Khan)‏ عارضة أزياء وممثلة هندية ولدت في( 23 أغسطس 1983 ) بون ماهاراشترا الهند؛ بدأت مسيرتها الفنية كعارضة سنة 2003 إلى حين دخلت بوليوود سنة 2011 مع شركة الإنتاج المعروفة ياش شوبرا في فيلم
Rocket Singh : Salesman of the Year

## أعمالها
| السنة | الفيلم                             | الدور                                              | اللغة   | ملاحظات           |
| ----- | ---------------------------------- | -------------------------------------------------- | ------- | ----------------- |
| 2004  | Aan: Men at Work                   | Special appearance in song "Nasha"                 | Hindi   | (دور الكاميو)     |
| 2004  | Shankar Dada M.B.B.S.              | Special appearance in song "Naa Pera Kanchan Mala" | Telugu  | (دور الكاميو)     |
| 2009  | Rocket Singh: Salesman of the Year | Koena Sheikh                                       | Hindi   | with رانبير كابور |
| 2010  | Once Upon a Time in Mumbai         | Special appearance in song "Parda"                 | Hindi   |                   |
| 2011  | Game                               | Samara Shroff/Natasha Malhotra                     | Hindi   |                   |
| 2012  | Ishaqzaade                         | Chand Bibi                                         | Hindi   |                   |
| 2015  | Oh Yaara Ainvayi Ainvayi Lut Gaya  | Gunjan Kaur                                        | Punjabi | opposite جاسي جيل |
| 2015  | كيا كول هين هام 3                  |                                                    | Hindi   | [ 4 ]             |
| 2015  | Fever                              | as lead actress                                    | Hindi   |                   |

## وصلات خارجية
- جوهر خان على موقع IMDb (الإنجليزية)
- جوهر خان على موقع ألو سيني (الفرنسية)
- جوهر خان على موقع أول موفي (الإنجليزية)
- جوهر خان على موقع قاعدة بيانات الفيلم (الإنجليزية)
- جوهر خان على موقع كينوبويسك (الروسية)